# Liu Dai
En aquest nom xinès, el cognom és Liu.
Liu Dai (mort el 192 EC), nom estilitzat Gongshan (公山), va ser un oficial del període de la Dinastia Han Oriental de la història xinesa. La seva llar ancestral era al Comtat Mouping (牟平縣), Comandància Donglai (東萊郡; nord-oest de l'actual Districte Fushan, Yantai, Shandong).

## Biografia
Liu Dai va servir com Assistent de Palau (侍中) i Inspector de la Província de Yan (兗州刺史).
En la primavera del 190, Liu Dai es va unir a la coalició dels senyors de la guerra dirigida per Yuan Shao per tal d'oposar-se a Dong Zhuo, l'autoproclamat canceller que havia usurpat el poder de l'estat. Later Liu Dai va tenir desacords amb Qiao Mao, Administrador de la Comandància de Dong, i el va matar, reemplaçant-lo per Wang Gong (王肱).
Liu Dai llavors va arreglar casaments entre la seva família i els clans de Yuan Shao i Gongsun Zan. Yuan Shao va permetre als seus familiars de romandre amb Liu Dai, mentre que Gongsun Zan va enviar al seu seguidor Fan Fang (范方) per dirigir tropes de suport a Liu Dai. Quan Yuan Shao més tard va desenvolupar una rivalitat amb Gongsun Zan, aquest últim va trencar relacions amb Liu Dai també.

## Família
- Ancestre: Liu Jianglü (劉將閭), Príncep Xiao de Qi (齊孝王), va viure durant la Dinastia Han Occidental
- Pare: Liu Yu (劉輿), també conegut com a Liu Fang (劉方)
- Oncles:
  - Liu Chong (劉寵), served as Gran Mariscal (太尉) en la cort imperial Han
  - Liu Wei (劉韙)
- Germà menor: Liu Yao
- Nebot: Liu Ji (劉基), va servir com a Ministre de la Casa (光祿勳) i Secretari Imperial (錄尚書事) a Wu Oriental